# 離教
離教（りきょう、シスマ）とは、 キリスト教会の一致から離れることである。

## 聖書
パウロのコリント書にある。

## 教父
アウグスティヌスは異端は偽りの教えによって信仰を傷つけ、「離教者は信仰を失わないが罪深い分裂によって兄弟としての愛からはずれる」と宣言した。

## カトリック教会
離教者とは洗礼を受けながら、教皇に逆らう者である。カトリック教会の神学書で東方教会は離教徒、東方離教と呼ばれている。